# Gianluigi Burrafato
Gianluigi Burrafato (Borghetto di Vara, 8 luglio 1943) è un politico italiano.

## Biografia
Nativo di Borghetto Vara, laureato in lettere, bibliofilo, militante socialista, è stato assessore comunale alla cultura e poi ai lavori pubblici. Ex insegnante di scuola media superiore.
Eletto sindaco il 23 luglio 1990 alla guida di una giunta composta dal PCI, PSI, PRI e Indipendenti di Sinistra, la sua amministrazione ha mirato soprattutto ad affiancare alle industrie cittadine legate alla Difesa una più marcata attività commerciale e portuale, soprattutto puntando sulle strade di allacciamento. Un evento clamoroso fu la chiusura della Centrale Termoelettrica, il 12 settembre 1991.
Lasciò l'incarico il 18 luglio 1992 in ottemperanza agli accordi fra i partiti di maggioranza, che prevedevano il ritorno di un comunista alla poltrona di sindaco.   
La sua figura politica è avvolta da un divertente aneddoto: sembrerebbe infatti che durante il suo mandato fu presa la decisione di interrare la fontana di piazza Europa, prospiciente la cattedrale della città, facendone un'aiuola. Burrafato ha sempre declinato ogni responsabilità riguardo all'interramento della fontana, rivendicandone tuttavia la paternità dell'idea, anzi vantandosi di averla "rubata" a Flavio Luigi Bertone e battendolo sul tempo facendone una proposta del suo partito (PSI).
Di certo c'è che la fontana fu ripristinata successivamente dal sindaco Giorgio Pagano.
Nel 2007 viene ricandidato sindaco alla Spezia per la Casa delle Libertà (Forza Italia, Alleanza Nazionale, Lega Nord, Udc, Partito Pensionati) nelle elezioni amministrative del 27 maggio, vinte dal candidato del centrosinistra Massimo Federici.
Risiede attualmente a Podenzana. È un grande appassionato ed esperto delle opere di Giuseppe Verdi.